# Street Arts
Street Arts Community Theatre Company, más conocida como Street Arts, fue una compañía de teatro australiana de Brisbane, fundada en octubre de 1982, por Denis Peel, Pauline Peel, Steve Capelin y Andrea Lynch. Street Arts fue precedida por la compañía agitprop Popular Theatre Troupe de la que continuaron con la tradición de la sátira y el contenido político radical, pero con un nuevo enfoque que consistió en crear teatro y circo dando cabida a las comunidades desfavorecidas. A mediados de la década de 1980 se convirtió en la metodología artística comunitaria dominante en Queensland, atrayendo financiación de los organismos australianos, como el Community Arts Board y el Performing Arts Board. En 1997 cambió su enfoque hacia el arte público interdisciplinario trabajando las artes visuales, pasaron a llamarse The Arterial Group Inc, realizando un gran número de proyectos con comunidades urbanas y regionales de Queensland entre 1996 y 2004.

## Trayectoria

### Inicios
En 1982, Lynch y Capelin tras regresar a Brisbane, formaron Street Arts junto a Pauline y Denis Peel para dar un enfoque comunitario a sus actividades artísticas. Los Peel habían participado en 1980 en proyectos artísticos comunitarios en zonas de viviendas públicas de Edimburgo en Escocia. Ese mismo año, Capelin formó parte de la WEST Community Theatre's Clown Troupe. Los tres habían sido profesores de Queensland y estaban fuertemente influenciados por el Ian Reece's Children's Activity Group y por el director de arte comunitario, Neil Cameron.
Eran conocidos por Andrea Hull, directora del Australia Council for the Arts y admiradora del trabajo que los Peels habían realizado en Escocia y por John Hawkes, director de la Community Arts Board, uno de los directores fundadores del Circus Oz y que apoyaba la tendencia del teatro político que incluyera números de circo. En 1982 Street Arts obtuvieron financiación de la Australia Council for the Arts para sus proyectos, el primero, la creación del Community Circus Festival en 1983 celebrado en Musgrave Park, que incluía talleres de circo en escuelas y espacios públicos, y la participación de artistas como el payaso Tony Hannan, la escritora, directora y actriz Meg Kanowski, el director musical Peter Stewart y el artista de circo, Derek Ives. Este proyecto fue la semilla para lo que posteriormente se convertiría en Rock n Roll Circus.

### Equipo y proyectos
Durante 1982 y 1986 Street Arts estuvo involucrada en 28 proyectos que incluyeron residencias, espectáculos para empresas y grandes eventos comunitarios. Therese Collie, que había formado parte de la Popular Theatre Troupe, se incorporó como escritora, directora y actriz. Los coordinadores posteriores incluyeron a Fiona Winning, Kara Miller y Cynthia Irvine. Más adelante se unieron los artistas Kath Porrill, exmiembro de Grin and Tonic Theatre Troupe y de la Popular Theatre Troupe, Gavan Fenelon de la compañía Order by Numbers y Roger Rosser de la Popular Theatre Troupe. La empresa a menudo contrataba a artistas invitados de primer nivel.
En 1983, el espectáculo Inala In Cabaret contó con la participación de varias mujeres que pasaron a formar Icy Tea, una compañía profesional de teatro femenino. En 1984 se representó al aire libre la obra e scrita por Nick Hughes, extrabajador de la Popular Theatre Troupe, Once upon Inala, ante más de 1 500 personas en el parque Kev Hooper, con más de 100 artistas, incluidas grandes marionetas y una banda en directo.
En 1984 Street Arts fue contratada por John Stanwell, responsable de artes comunitarias de la Griffith University para el sur de Brisbane y Logan City, para trabajar en un proyecto de instituto The Logan City Story, escrito por Pat Cranney, con música de Danny Fine y dirigido por Richard Collins, que fue puesto en escena en el patio central del Woodridge Plaza Shopping Centre. Ese mismo año, Street Arts concibió el espectáculo itinerante Rites, Wrongs y Off-Beat Thongs, escrito por Phil Sumner, que había trabajado para la WEST Community Theatre de Melbourne.
En 1986, el año más fructifero de Street Arts, la compañía produjo el proyecto Sweeping Statements de Art in Working Life y creó una rama que se convirtió en el espectáculo Rock'n'Roll Circus, una creación del artista de circo Lachlan McDonald, que se presentó en el Rialto Theatre de Queensland.  Finalizado el proyecto, los artistas, incluidos Antonella Casella, Chris Sleight, Lisa Small, Ceri McCoy, Chantal Eastwell, Robbie McNamara, Richard Teatro, Sally Herbert y más tarde Derek Ives, expresaron interés en continuar como un grupo de manera independiente y exclusivamente para hacer circo; así en 1987 liderados por Casella, productora de espectáculos y por Ives, payaso y malabarista, el colectivo se convirtió formalmente en una nueva compañía y tomando el nombre de la producción pasaron a llamarse Rock n Roll Circus, y más adelante, en 2004 como Circa Contemporary Circus.

### Los años de Paint Factory
En 1987, Street Arts se mudó a un almacén abandonado conocido como Paint Factory, un lugar que carecía instalaciones básicas pero que se convirtió en la sede de la empresa durante los siguientes cinco años. Durante este período, la Paint Factory albergó 11 espectáculos de la compañía, 8 espectáculos de Rock'n'Roll Circus y se convirtió en una especie de centro de arte comunitario de la comunidad. Aunque Rock n Roll Circus al comienzo fue una actividad complementaria de la Street Arts, evolucionó hasta presentar su propio estilo de circo fusionado con música y teatro, y este mismo año se independizó y se convirtió en una de las principales compañías de Brisbane.
En 1988, Street Arts se presentó en la Exposición Internacional de Brisbane, con los espectáculos High Rent, Low Life y Underwraps Underwraps, City For Sale, escritos por Kerry O'Rourke y dirigidos por Meg Kanowski, en los que se mostraba la difícil situación de las personas sin hogar desplazadas por el desarrollo inmobiliario y el aumento de los alquileres de las viviendas. En 1989, presentaron Quick Quick Slow, conocido como el Dance Marathon project, con sede en Ipswich, fue un proyecto con poco éxito.

### Últimos años
A inicios de 1990 Street Arts trabajó con el pueblo Murri en la obras Jalalu Jalu: Land, Law and Lies y Through Murri Eyes. Luego, entre 1990 y 1991 el proyecto de Therese Collie Out of the Blue, dirigido a mujeres en prisión recorrió con éxito el sistema penitenciario de Queensland.
Street Arts empezó a tener dificultades para mantener un lugar con instalaciones muy precarias y decidieron mudarse a una oficina más pequeña en Boundary Street, esto unido a que el gobierno conservador, antisocialista y cristiano de Joh Bjelke-Petersen, había llegado a su fin después de encontrarse evidencia de corrupción en la fuerza policial, hicieron que se replantearse la permanencia de la compañía. Street Arts ya no tenía un objetivo político claro, sin embargo, Collie y otros sintieron que había mucho trabajo por hacer con las comunidades desfavorecidas y continuaron con el proyecto, Liveable Streets junto a la escritora Catherine Fargher y las artistas visuales Kath Porrill y Pat Zuber.
El décimo aniversario de Street Arts se celebró con las obras The Next Stop West End Magical Mystery Bus Tour y Street Arts Tenth Birthday Party en South's Leagues Club. El nuevo equipo de Street Arts estuvo durante 1993 pensando en el futuro de la compañía,  después continuaron con un éxito modesto hasta finales de la década de 1990.
En 1997 cambió su enfoque hacia el arte público interdisciplinario trabajando las artes visuales, pasaron a llamarse The Arterial Group Inc y realizaron un gran número de proyectos con comunidades urbanas y regionales de Queensland entre 1996 y 2004.